# Mauremys caspica
Espèce
Synonymes
- Testudo caspica Gmelin, 1774
- Mauremys caspica ventrimaculata Wischuf & Fritz, 1996
- Mauremys caspica siebenrocki Wischuf & Fritz, 1997

Mauremys caspica est une espèce de tortues de la famille des Geoemydidae.

## Répartition
Cette espèce se rencontre en Arménie, en Azerbaïdjan, à Bahreïn, en Géorgie, en Iran, en Irak, au Koweït, en Russie au Daghestan, en Arabie saoudite, en Syrie, en Turquie et au Turkménistan.

## Publication originale
- Gmelin, 1774 : Reise durch Russland zur Untersuchung der drey Natur-Reiche Gedruckt bey der Kayserliche Academie der Wissenschaften, vol. 3.